# Oxalis illinoensis
Oxalis illinoensis är en harsyreväxtart som beskrevs av J.E. Schwegman. Oxalis illinoensis ingår i släktet oxalisar, och familjen harsyreväxter. Inga underarter finns listade i Catalogue of Life.